# Museo de Historia de la Telecomunicación Vicente Miralles Segarra
El Museo de la Telecomunicación Vicente Miralles Segarra es un museo integrado en la Universidad Politécnica de Valencia, que forma parte del Área de Fondo de Arte y Patrimonio de la Universidad. Fue inaugurado oficialmente el 15 de febrero de 2017, y se ubica en la planta baja y primera del Edificio 4D. 

## Historia
La idea de disponer de un museo de telecomunicaciones en la ETSET de la UPV se remonta a 1992, cuando con motivo de unas jornadas, un grupo de profesores expone la idea.  La primera donación la hizo Eduardo Fernández Nieto, quien disponía de una colección de antigüedades. 
El museo nace de la colección de objetos de la escuela de ingenieros, que en 2010 sumaba un centenar de items. En 2020 tenía una colección de más de setecientos piezas, de las cuales un tercio se expone, repartido en cinco áreas temáticas:telegrafía, telefonía, radiocomunicación, equipo audiovisual, instrumentos de medida y de investigación científica. En 2015 recibió el reconocimiento de museo por parte de la Generalitat Valenciana, y se decide dedicar el museo con el nombre del primer ingeniero de telecomunicación valenciano, Vicente Miralles Segarra. Ese mismo año, se hizo una exposición en el Museo de las Ciencias Príncipe Felipe de la Ciudad de las Artes y las Ciencias.
El 15 de febrero de 2017 se celebró un acto de inauguración oficial, con la presencia de más de 100 personas.

## Colección
La colección recoge aspectos vinculados con el mundo de la telecomunicación, abarcando desde los inicios de las telecomunicaciones de base eléctrica y electrónica en el siglo XIX hasta el XXI, mediante los objetos que lo hicieron posible.
Los fondos de la exposición permanente se exhiben en las plantas baja y primera del edificio de la facultad. La exposición se ha distribuido por cinco áreas diferentes donde se muestran las más de 350 piezas que se exhiben permanentemente, ocupando 26 vitrinas en 2020, cifra que ha aumentado hasta las 41 de que se dispone en 2023. La exhibición de las piezas se complementa por varios documentos audiovisuales que explican el funcionamiento e historia de los objetos.
De la colección destacan los 61 cilindros de cera donados por Elena Herrero, y que recogen música del primer siglo XX español. Los cilindros fueron restaurados y grabados digitalmente para preservarlos.  También disponen del equipo de emisión creado en la década de 1930 para Radio Ontinyent EAJ-30, la treinta emisora de radio de España en antigüedad.